# Kokuta
Koordinaten: 58° 39′ N, 23° 36′ O
Kokuta (deutsch Kokkuta) ist ein Dorf (estnisch küla) in der Landgemeinde Lääneranna im Kreis Pärnu (bis 2017: Landgemeinde Hanila im Kreis Lääne) in Estland.

## Beschreibung
Der Ort hat heute nur noch vier Einwohner (Stand 31. Dezember 2011).
Nahe dem Ort liegt ein Kultstein aus dem ersten Jahrtausend vor Christus. Er soll bis in die jüngste Zeit vor allem im Bereich der Sexualmagie Verwendung gefunden haben.